# Barbablava (pel·lícula de 1944)
Barbablava (títol original en anglès: Bluebeard) és una pel·lícula estatunidenca d'Edgar George Ulmer estrenada el 1944 i doblada al català.

## Argument
A París, al segle xix, un assassí de senyores terroritza els habitants. Un titellaire cèlebre, enamorat de la pintura, explica a la seva nova conquesta, Lucille, que totes les seves creacions han estat fabricades a partir de models de dones que coneixia. Després de nombroses peripècies, sembrades de nous homicidis, Gaston Morel/Barbablava, enamorat de Lucille, reconeix ser l'autor dels assassinats en sèrie. Els retrats de dones que pintava no deixaven d'assemblar-se al del seu primer amor decebut, Jeanette, que suscita a casa seva pulsions mortíferes irreprimibles.

## Comentaris
Versió molt lliure del personatge de Barbablava, la pel·lícula es desmarca clarament de les lleis del gènere policíac. El personatge, encarnat per John Carradine, és un esteta romàntic trencat en el seu ideal. Els seus dons artístics són dinamitats per doloroses supervivències de la seva decepció sentimental. Pintar un model és, de manera mecànica, per a Gaston Morel/Barbablava, sinònim d'assassinat. La pel·lícula ens diu que Edgar George Ulmer persegueix somnis amb horror, brollats de l'univers expressionista alemany.

## Repartiment
- John Carradine: Gaston Morel
- Jean Parker: Lucille
- Nils Asther: inspector Lefèvre
- Ludwig Stossel: Lamarté
- Henry Kolker: Deschamps
- George Irving (no surt als crèdits): Duc de Carineaux